# Фелипе Наср
Фелипе Наср (порт. Luiz Felipe de Oliveira Nasr; Бразилија, 21. август 1992) је бразилски аутомобилиста и такмичар у формули 1. Његово родно место је Бразилија. Мароко је држава порекла његовог оца чије презиме и носи.

## Каријера у формули 1
Сезона 2015. је његова прва у формули 1. Вози за Заубер а тимски колега му је Маркус Ериксон. 

## Потпуни попис резултата у Формули 1
(Легенда) (Трке које су подебљане означавају пол позицију, а трке које су искошене означавају најбтжи круг трке)
| Година | Тим    | Шасија     | Мотор         | 1.     | 2.      | 3.     | 4.      | 5.      | 6.     | 7.  | 8.  | 9.  | 10. | 11. | 12. | 13. | 14. | 15. | 16. | 17. | 18. | 19. | 20. | Бодови | Место |
| ------ | ------ | ---------- | ------------- | ------ | ------- | ------ | ------- | ------- | ------ | --- | --- | --- | --- | --- | --- | --- | --- | --- | --- | --- | --- | --- | --- | ------ | ----- |
| 2015.  | Заубер | Заубер Ц34 | Ферари 1.6 В6 | АУС 5. | МАЛ 12. | КИН 8. | БАХ 12. | ШПA 12. | МОН 9. | КАН | АУТ | ВБР | МАЂ | БЕЛ | ИТА | СИН | ЈАП | РУС | САД | МЕК | БРА | АБД |     | 16*    | 9.*   |

* Сезона у току